# Aeródromo Estancia Los Loros
El Aeródromo Estancia Los Loros (OACI: SCOA) es un terminal aéreo ubicado junto a la localidad de Ovalle, Provincia de Limarí, Región de Coquimbo, Chile. Es de propiedad privada.